# Oldebroek
Oldebroek là một đô thị và thị xã ở phía đông Hà Lan có dân số 6000 người.

## Các trung tâm dân cư
Bovenveen, Eekt, Hattemerbroek, Kerkdorp, 't Loo, Mullegen, Noordeinde, Oldebroek, Oosterwolde, Posthoorn, Voskuil và Wezep.